# Copa São Paulo de Futebol Júnior de 1990
A Copa São Paulo de Futebol Júnior de 1990 foi a 21ª edição da competição. A famosa "copinha" é a maior competição de juniores do Brasil, e é disputada por clubes de todo o país. Ministrada em conjunto pela Federação Paulista de Futebol e a Secretaria Municipal de Esportes, foi disputada entre os dias 5 e 31 de Janeiro. O campeão nesta oportunidade, foi o Flamengo, conquistando a taça pela primeira vez, após vencer o Juventus, na final, por 1 a 0.

## Regulamento
A Competição será disputada em 6 fases: primeira fase, segunda fase, terceira fase, quarta fase, semifinal e final. Participaram da primeira fase um total de 36 clubes, divididos em 6 grupos, portanto de A a F.
Na  primeira fase, os clubes jogaram entre si, dentro do grupo em turno único, classificando-se para asegunda fase, os três melhores clubes que obtiveram o maior número de pontos ganhos nos respectivos grupos.
Na segunda fase e a terceira foram por chaveamento, no estilo mata-mata, onde os primeiros colocados da fase anterior (primeira fase) só entraram na disputa na terceira fase.
Na quarta fase, tivemos a formação de dois grupos com 3 equipes cada, onde as duas melhores de cada chave se classificavam para as semifinais.
Ao término da primeira fase e da quarta fase, em eventual igualdade de pontos ganhos entre dois ou mais clubes, aplicou-se, sucessivamente, os seguintes critérios:
- Confronto direto (somente no empate entre dois clubes)
- Maior número de vitórias por 3 ou mais gols
- Maior número de vitórias
- Maior saldo de gols
- Maior número de gols marcados
- Sorteio

Nesta edição, surgiram algumas mudanças quanto ao sistema de pontuação:
- As vitórias com 3 ou mais gols, passaram a valer 3 pontos
- As vitórias com 2 ou menos gols, passaram a valer 2 pontos
- Os empates com gols, passaram a valer 1 ponto
- Os empates sem gols, passaram a ter disputa de pênaltis, com o vencedor recebendo 1 ponto e o perdedor nenhum ponto
- As derrotas continuaram a não somar pontos.

## Equipes participantes
Estas são as 36 equipes que participaram desta edição:
| Estado             | Equipe           |           | Estado                | Equipe |
| ------------------ | ---------------- | --------- | --------------------- | ------ |
| Bahia              | EC Bahia         | São Paulo | Botafogo FC           |        |
| Distrito Federal   | GE Tiradentes    | São Paulo | CA Bragantino         |        |
| Espírito Santo     | Rio Branco AC    | São Paulo | AA Central Brasileira |        |
| Goiás              | Goiás EC         | São Paulo | SC Corinthians P      |        |
| Maranhão           | EC Boa Vontade   | São Paulo | Guarani FC            |        |
| Mato Grosso        | CE Dom Bosco     | São Paulo | CA Juventus           |        |
| Mato Grosso do Sul | EC Comercial     | São Paulo | Mogi Mirim EC         |        |
| Minas Gerais       | Cruzeiro EC      | São Paulo | Nacional AC           |        |
| Minas Gerais       | Valeriodoce EC   | São Paulo | SE Palmeiras          |        |
| Pará               | Tuna Luso B      | São Paulo | AA Ponte Preta        |        |
| Paraná             | Coritiba FC      | São Paulo | A Portuguesa D        |        |
| Pernambuco         | C Náutico C      | São Paulo | EC Santo André        |        |
| Rio de Janeiro     | CR Flamengo      | São Paulo | Santos FC             |        |
| Rio de Janeiro     | Fluminense FC    | São Paulo | EC São Bernardo       |        |
| Rio Grande do Sul  | Grêmio FPA       | São Paulo | São Paulo FC          |        |
| Rio Grande do Sul  | SC Internacional | São Paulo | União São João EC     |        |
| Rondônia           | São Domingos EC  | São Paulo | EC XV de Piracicaba N |        |
| Santa Catarina     | Criciúma EC      | Sergipe   | CE Sergipe            |        |

## Primeira fase

### Grupo A- Santo André/São Paulo
| Time        | Pts | J | V (3/2) | E (P/N) | D | GP | GS | SG |
| ----------- | --- | - | ------- | ------- | - | -- | -- | -- |
| Grêmio      | 9   | 5 | 3 (2/1) | 2 (1/1) | 0 | 11 | 3  | +8 |
| Juventus-SP | 9   | 5 | 3 (2/1) | 1 (1/0) | 1 | 12 | 5  | +7 |
| Santo André | 9   | 5 | 3 (2/1) | 1 (1/0) | 1 | 8  | 6  | +2 |
| Dom Bosco   | 5   | 5 | 2 (1/1) | 0       | 3 | 10 | 16 | -6 |
| Tiradentes  | 3   | 5 | 1 (1/0) | 0       | 4 | 10 | 18 | -8 |
| Náutico     | 1   | 5 | 0       | 2 (1/1) | 3 | 6  | 9  | -3 |

| 5 de janeiro | Grêmio | 0 – 0 | Náutico | Bruno José Daniel |
| 10h30        |        |       |         |                   |

|  |       | Penalidades |
|  | 4 – 3 |             |

| 5 de janeiro | Juventus-SP | 6 – 1 | Dom Bosco | Javari |
| 15h30        |             |       |           |        |

| 5 de janeiro | Santo André | 3 – 2 | Tiradentes | Bruno José Daniel |
| 19h          |             |       |            |                   |

| 7 de janeiro | Grêmio | 0 – 0 | Juventus-SP | Javari |
| 10h30        |        |       |             |        |

|  |       | Penalidades |
|  | 5 – 6 |             |

| 7 de janeiro | Dom Bosco | 3 – 2 | Tiradentes | Bruno José Daniel |
| 14h          |           |       |            |                   |

| 7 de janeiro | Náutico | 1 – 1 | Santo André | Bruno José Daniel |
| 16h          |         |       |             |                   |

| 9 de janeiro | Juventus-SP | 2 – 1 | Náutico | Javari |
| 14h          |             |       |         |        |

| 9 de janeiro | Tiradentes | 0 – 5 | Grêmio | Bruno José Daniel |
| 16h          |            |       |        |                   |

| 9 de janeiro | Santo André | 3 – 1 | Dom Bosco | Bruno José Daniel |
| 21h          |             |       |           |                   |

| 11 de janeiro | Náutico | 3 – 4 | Tiradentes | Javari |
| 10h30         |         |       |            |        |

| 11 de janeiro | Grêmio | 4 – 3 | Dom Bosco | Bruno José Daniel |
| 16h           |        |       |           |                   |

| 11 de janeiro | Juventus-SP | 0 – 1 | Santo André | Javari |
| 16h           |             |       |             |        |

| 13 de janeiro | Dom Bosco | 2 – 1 | Náutico | Bruno José Daniel |
| 10h30         |           |       |         |                   |

| 13 de janeiro | Santo André | 0 – 2 | Grêmio | Bruno José Daniel |
| 15h30         |             |       |        |                   |

| 13 de janeiro | Juventus-SP | 4 – 2 | Tiradentes | Javari |
| 15h30         |             |       |            |        |

### Grupo B São Bernardo do Campo
| Time            | Pts | J | V (3/2) | E (P/N) | D | GP | GS | SG  |
| --------------- | --- | - | ------- | ------- | - | -- | -- | --- |
| Corinthians     | 11  | 5 | 4 (2/2) | 1 (1/0) | 0 | 13 | 2  | +11 |
| Internacional   | 9   | 5 | 3 (2/1) | 1 (1/0) | 1 | 11 | 4  | +7  |
| Tuna Luso       | 6   | 5 | 2 (2/0) | 0       | 3 | 8  | 12 | -4  |
| Goiás           | 5   | 5 | 2 (0/2) | 1 (1/0) | 2 | 5  | 5  | 0   |
| Comercial-MS    | 5   | 5 | 2 (0/2) | 1 (1/0) | 2 | 4  | 9  | -5  |
| EC São Bernardo | 0   | 5 | 0       | 0       | 5 | 4  | 13 | -9  |

| 6 de janeiro | Internacional | 2 – 0 | Goiás | 1 de Maio |
| 10h          |               |       |       |           |

| 6 de janeiro | EC São Bernardo | 2 – 3 | Tuna Luso | 1 de Maio |
| 15h          |                 |       |           |           |

| 6 de janeiro | Corinthians | 4 – 0 | Comercial-MS | 1 de Maio |
| 22h          |             |       |              |           |

| 8 de janeiro | Comercial-MS | 1 – 0 | Internacional | 1 de Maio |
| 10h30        |              |       |               |           |

| 8 de janeiro | Tuna Luso | 1 – 4 | Corinthians | 1 de Maio |
| 20h10        |           |       |             |           |

| 8 de janeiro | Goiás | 2 – 0 | EC São Bernardo | Baetão |
| 20h10        |       |       |                 |        |

| 10 de janeiro | Goiás | 1 – 1 | Comercial-MS | 1 de Maio |
| 14h           |       |       |              |           |

| 10 de janeiro | Internacional | 4 – 1 | Tuna Luso | 1 de Maio |
| 16h           |               |       |           |           |

| 10 de janeiro | EC São Bernardo | 0 – 2 | Corinthians | 1 de Maio |
| 22h           |                 |       |             |           |

| 12 de janeiro | Tuna Luso | 0 – 2 | Goiás | 1 de Maio |
| 15h           |           |       |       |           |

| 12 de janeiro | Comercial-MS | 2 – 1 | EC São Bernardo | 1 de Maio |
| 19h15         |              |       |                 |           |

| 12 de janeiro | Corinthians | 1 – 1 | Internacional | 1 de Maio |
| 21h30         |             |       |               |           |

| 14 de janeiro | Comercial-MS | 0 – 3 | Tuna Luso | 1 de Maio |
| 15h30         |              |       |           |           |

| 14 de janeiro | EC São Bernardo | 1 – 4 | Internacional | Baetão |
| 20h10         |                 |       |               |        |

| 14 de janeiro | Goiás | 0 – 2 | Corinthians | 1 de Maio |
| 20h10         |       |       |             |           |

### Grupo C Cotia/São Paulo/Ribeirão Preto
| Time               | Pts | J | V (3/2) | E (P/N) | D | GP | GS | SG |
| ------------------ | --- | - | ------- | ------- | - | -- | -- | -- |
| Botafogo-SP        | 9   | 5 | 2 (2/0) | 3 (3/0) | 0 | 11 | 5  | +6 |
| Flamengo           | 8   | 5 | 3 (0/3) | 2 (2/0) | 0 | 6  | 2  | +4 |
| Nacional-SP        | 5   | 5 | 2 (0/2) | 1 (1/0) | 2 | 5  | 6  | -1 |
| Criciúma           | 4   | 5 | 1 (0/1) | 2 (2/0) | 2 | 6  | 7  | -1 |
| Santos             | 3   | 5 | 0       | 4 (3/1) | 1 | 5  | 6  | -1 |
| Central Brasileira | 2   | 5 | 1 (0/1) | 0       | 4 | 2  | 9  | -7 |

| 6 de janeiro | Botafogo-SP | 1 – 1 | Flamengo | Santa Cruz |
| 16h          |             |       |          |            |

| 6 de janeiro | Nacional-SP | 1 – 0 | Criciúma | Nicolau Alayon |
| 19h          |             |       |          |                |

| 6 de janeiro | Santos | 0 – 1 | Central Brasileira | Municipal de Cotia |
| 19h          |        |       |                    |                    |

| 8 de janeiro | Central Brasileira | 0 – 3 | Botafogo-SP | Municipal de Cotia |
| 15h30        |                    |       |             |                    |

| 8 de janeiro | Flamengo | 1 – 0 | Nacional-SP | Nicolau Alayon |
| 20h10        |          |       |             |                |

| 8 de janeiro | Criciúma | 1 – 1 | Santos | Santa Cruz |
| 20h10        |          |       |        |            |

| 10 de janeiro | Botafogo-SP | 2 – 2 | Criciúma | Santa Cruz |
| 10h30         |             |       |          |            |

| 10 de janeiro | Flamengo | 2 – 0 | Central Brasileira | Municipal de Cotia |
| 15h30         |          |       |                    |                    |

| 10 de janeiro | Nacional-SP | 2 – 2 | Santos | Nicolau Alayon |
| 22h           |             |       |        |                |

| 12 de janeiro | Criciúma | 1 – 2 | Flamengo | Municipal de Cotia |
| 10h30         |          |       |          |                    |

| 12 de janeiro | Central Brasileira | 0 – 2 | Nacional-SP | Nicolau Alayon |
| 21h30         |                    |       |             |                |

| 12 de janeiro | Santos | 2 – 2 | Botafogo-SP | Santa Cruz |
| 21h30         |        |       |             |            |

| 14 de janeiro | Central Brasileira | 1 – 2 | Criciúma | Municipal de Cotia |
| 15h30         |                    |       |          |                    |

| 14 de janeiro | Nacional-SP | 0 – 3 | Botafogo-SP | Nicolau Alayon |
| 19h           |             |       |             |                |

| 14 de janeiro | Santos | 0 – 0 | Flamengo | Santa Cruz |
| 19h           |        |       |          |            |

|  |       | Penalidades |
|  | 4 – 5 |             |

### Grupo D Araras/Ribeirão Preto
| Time             | Pts | J | V (3/2) | E (P/N) | D | GP | GS | SG |
| ---------------- | --- | - | ------- | ------- | - | -- | -- | -- |
| XV de Piracicaba | 9   | 5 | 3 (1/2) | 2 (2/0) | 0 | 8  | 4  | +4 |
| Bahia            | 7   | 5 | 2 (1/1) | 2 (2/0) | 1 | 7  | 4  | +3 |
| Valeriodoce      | 7   | 5 | 2 (1/1) | 2 (2/0) | 1 | 7  | 5  | +2 |
| Palmeiras        | 4   | 5 | 1 (0/1) | 2 (2/0) | 2 | 4  | 6  | -2 |
| União São João   | 4   | 5 | 1 (0/1) | 2 (2/0) | 2 | 4  | 6  | -2 |
| Bragantino       | 2   | 5 | 0       | 2 (2/0) | 3 | 5  | 10 | -5 |

| 6 de janeiro | Palmeiras | 1 – 2 | Valeriodoce | Palma Travassos |
| 14h          |           |       |             |                 |

| 6 de janeiro | Bahia | 0 – 1 | União São João | Hermínio Ometto |
| 14h          |       |       |                |                 |

| 6 de janeiro | XV de Piracicaba | 2 – 1 | Bragantino | Palma Travassos |
| 17h15        |                  |       |            |                 |

| 8 de janeiro | Bragantino | 1 – 3 | Valeriodoce | Hermínio Ometto |
| 10h30        |            |       |             |                 |

| 8 de janeiro | União São João | 0 – 1 | Palmeiras | Hermínio Ometto |
| 13h45        |                |       |           |                 |

| 8 de janeiro | Bahia | 1 – 1 | XV de Piracicaba | Palma Travassos |
| 15h30        |       |       |                  |                 |

| 10 de janeiro | Bahia | 3 – 1 | Bragantino | Hermínio Ometto |
| 11h           |       |       |            |                 |

| 10 de janeiro | Valeriodoce | 1 – 1 | União São João | Hermínio Ometto |
| 15h           |             |       |                |                 |

| 10 de janeiro | XV de Piracicaba | 1 – 1 | Palmeiras | Palma Travassos |
| 19h15         |                  |       |           |                 |

| 12 de janeiro | Palmeiras | 1 – 1 | Bragantino | Palma Travassos |
| 11h           |           |       |            |                 |

| 12 de janeiro | Valeriodoce | 1 – 1 | Bahia | Hermínio Ometto |
| 15h           |             |       |       |                 |

| 12 de janeiro | XV de Piracicaba | 3 – 1 | União São João | Palma Travassos |
| 20h10         |                  |       |                |                 |

| 14 de janeiro | Palmeiras | 0 – 2 | Bahia | Palma Travassos |
| 11h           |           |       |       |                 |

| 14 de janeiro | Bragantino | 1 – 1 | União São João | Hermínio Ometto |
| 15h30         |            |       |                |                 |

| 14 de janeiro | XV de Piracicaba | 1 – 0 | Valeriodoce | Palma Travassos |
| 15h30         |                  |       |             |                 |

### Grupo E Campinas
| Time         | Pts | J | V (3/2) | E (P/N) | D | GP | GS | SG  |
| ------------ | --- | - | ------- | ------- | - | -- | -- | --- |
| Coritiba     | 9   | 5 | 3 (2/1) | 1 (1/0) | 1 | 11 | 7  | +4  |
| Cruzeiro     | 8   | 5 | 3 (2/1) | 0       | 2 | 10 | 5  | +5  |
| Ponte Preta  | 7   | 5 | 3 (1/2) | 1 (0/1) | 1 | 7  | 3  | +4  |
| Mogi Mirim   | 6   | 5 | 2 (1/1) | 1 (1/0) | 2 | 9  | 8  | +1  |
| Guarani      | 5   | 5 | 2 (0/2) | 1 (1/0) | 2 | 4  | 5  | -1  |
| São Domingos | 0   | 5 | 0       | 0       | 5 | 3  | 16 | -13 |

| 5 de janeiro | Mogi Mirim | 1 – 1 | Coritiba | Brinco de Ouro |
| 11h          |            |       |          |                |

| 5 de janeiro | Ponte Preta | 2 – 1 | Cruzeiro | Moisés Lucarelli |
| 16h30        |             |       |          |                  |

| 5 de janeiro | São Domingos | 0 – 1 | Guarani | Brinco de Ouro |
| 19h15        |              |       |         |                |

| 7 de janeiro | Coritiba | 4 – 0 | São Domingos | Moisés Lucarelli |
| 15h          |          |       |              |                  |

| 7 de janeiro | Ponte Preta | 1 – 0 | Mogi Mirim | Moisés Lucarelli |
| 19h15        |             |       |            |                  |

| 7 de janeiro | Cruzeiro | 0 – 1 | Guarani | Brinco de Ouro |
| 20h10        |          |       |         |                |

| 9 de janeiro | Mogi Mirim | 1 – 2 | Cruzeiro | Brinco de Ouro |
| 17h          |            |       |          |                |

| 9 de janeiro | São Domingos | 0 – 3 | Ponte Preta | Moisés Lucarelli |
| 19h15        |              |       |             |                  |

| 9 de janeiro | Coritiba | 3 – 1 | Guarani | Moisés Lucarelli |
| 21h30        |          |       |         |                  |

| 11 de janeiro | Cruzeiro | 4 – 1 | Coritiba | Moisés Lucarelli |
| 18h           |          |       |          |                  |

| 11 de janeiro | Mogi Mirim | 5 – 3 | São Domingos | Brinco de Ouro |
| 19h15         |            |       |              |                |

| 11 de janeiro | Guarani | 0 – 0 | Ponte Preta | Brinco de Ouro |
| 21h30         |         |       |             |                |

|  |       | Penalidades |
|  | 3 – 1 |             |

| 14 de janeiro | Coritiba | 2 – 1 | Ponte Preta | Moisés Lucarelli |
| 19h15         |          |       |             |                  |

| 14 de janeiro | Guarani | 1 – 2 | Mogi Mirim | Brinco de Ouro |
| 20h10         |         |       |            |                |

| 14 de janeiro | Cruzeiro | 3 – 0 | São Domingos | Moisés Lucarelli |
| 21h30         |          |       |              |                  |

### Grupo F São Paulo
| Time          | Pts | J | V (3/2) | E (P/N) | D | GP | GS | SG |
| ------------- | --- | - | ------- | ------- | - | -- | -- | -- |
| Portuguesa    | 13  | 5 | 4 (4/0) | 1 (1/0) | 0 | 15 | 6  | +9 |
| São Paulo     | 10  | 5 | 3 (2/1) | 2 (2/0) | 0 | 9  | 3  | +6 |
| Boa Vontade   | 6   | 5 | 1 (1/0) | 3 (3/0) | 1 | 7  | 9  | -2 |
| Rio Branco-ES | 3   | 5 | 1 (0/1) | 2 (1/1) | 2 | 5  | 7  | -2 |
| Sergipe       | 3   | 5 | 1 (1/0) | 0       | 4 | 5  | 13 | -8 |
| Fluminense    | 2   | 5 | 0       | 2 (2/0) | 3 | 5  | 8  | -3 |

| 5 de janeiro | Fluminense | 0 – 0 | Rio Branco-ES | Canindé |
| 10h30        |            |       |               |         |

|  |       | Penalidades |
|  | 3 – 2 |             |

| 5 de janeiro | Portuguesa | 3 – 1 | Sergipe | Canindé |
| 15h30        |            |       |         |         |

| 5 de janeiro | Boa Vontade | 1 – 1 | São Paulo | Canindé |
| 22h          |             |       |           |         |

| 7 de janeiro | Sergipe | 3 – 2 | Fluminense | Canindé |
| 15h30        |         |       |            |         |

| 7 de janeiro | Boa Vontade | 1 – 5 | Portuguesa | Canindé |
| 19h15        |             |       |            |         |

| 7 de janeiro | Rio Branco-ES | 1 – 3 | São Paulo | Canindé |
| 22h          |               |       |           |         |

| 9 de janeiro | Fluminense | 1 – 1 | Boa Vontade | Canindé |
| 15h30        |            |       |             |         |

| 9 de janeiro | Rio Branco-ES | 2 – 0 | Sergipe | Canindé |
| 19h15        |               |       |         |         |

| 9 de janeiro | Portuguesa | 1 – 1 | São Paulo | Canindé |
| 22h          |            |       |           |         |

| 11 de janeiro | São Paulo | 1 – 0 | Fluminense | Canindé |
| 15h30         |           |       |            |         |

| 11 de janeiro | Portuguesa | 3 – 1 | Rio Branco-ES | Canindé |
| 18h           |            |       |               |         |

| 11 de janeiro | Sergipe | 1 – 3 | Boa Vontade | Canindé |
| 20h10         |         |       |             |         |

| 13 de janeiro | Sergipe | 0 – 3 | São Paulo | Canindé |
| 17h           |         |       |           |         |

| 13 de janeiro | Boa Vontade | 1 – 1 | Rio Branco-ES | Canindé |
| 19h15         |             |       |               |         |

| 13 de janeiro | Portuguesa | 3 – 2 | Fluminense | Canindé |
| 21h30         |            |       |            |         |

## Segunda fase

### Repescagem
| 16 de janeiro | São Paulo | 2 – 2 | Valeriodoce | Canindé |
| 16h30         |           |       |             |         |

|  |       | Penalidades |
|  | 3 – 1 |             |

| 16 de janeiro | Cruzeiro | 3 – 1 | Nacional-SP | Nicolau Alayon |
| 16h30         |          |       |             |                |

| 16 de janeiro | Internacional | 1 – 0 | Ponte Preta | Moisés Lucarelli |
| 17h           |               |       |             |                  |

| 16 de janeiro | Juventus-SP | 3 – 1 | Boa Vontade | 1 de Maio |
| 20h10         |             |       |             |           |

| 16 de janeiro | Bahia | 1 – 1 | Santo André | Bruno José Daniel |
| 20h10         |       |       |             |                   |

|  |       | Penalidades |
|  | 6 – 7 |             |

| 16 de janeiro | Flamengo | 3 – 1 | Tuna Luso | Baetão |
| 20h30         |          |       |           |        |

## Terceira fase
| 18 de janeiro | São Paulo | 4 – 1 | Grêmio | Canindé |
| 10h           |           |       |        |         |

| 18 de janeiro | Cruzeiro | 1 – 1 | Corinthians | Bruno José Daniel |
| 14h           |          |       |             |                   |

|  |       | Penalidades |
|  | 1 – 4 |             |

| 18 de janeiro | Internacional | 1 – 1 | Botafogo-SP | javari |
| 15h           |               |       |             |        |

|  |       | Penalidades |
|  | 5 – 3 |             |

| 18 de janeiro | Juventus-SP | 1 – 0 | XV de Piracicaba | Hermínio Ometto |
| 16h           |             |       |                  |                 |

| 18 de janeiro | Santo André | 0 – 0 | Coritiba | Palma Travassos |
| 20h10         |             |       |          |                 |

|  |       | Penalidades |
|  | 4 – 2 |             |

| 18 de janeiro | Flamengo | 1 – 1 | Portuguesa | Nicolau Alayon |
| 22h           |          |       |            |                |

|  |       | Penalidades |
|  | 4 – 1 |             |

## Quarta fase

### Grupo Verde
| Time          | Pts | J | V (3/2) | E (S/N) | D | GP | GS | SG |
| ------------- | --- | - | ------- | ------- | - | -- | -- | -- |
| Internacional | 2   | 2 | 0       | 2 (2/0) | 0 | 2  | 2  | 0  |
| São Paulo     | 2   | 2 | 0       | 2 (2/0) | 0 | 1  | 1  | 0  |
| Santo André   | 1   | 2 | 0       | 2 (1/1) | 0 | 1  | 1  | 0  |

| 21 de janeiro                                                  | São Paulo | 0 – 0 | Santo André | Hermínio Ometto |
| 10h paralizado ás 11h08; volrtando no dia 23 de janeiro ás 15h |           | [a]   |             |                 |

|  |       | Penalidades |
|  | 9 – 8 |             |

| 25 de janeiro | Santo André | 1 – 1 | Internacional | Hermínio Ometto |
| 15h           |             |       |               |                 |

| 27 de janeiro | São Paulo | 1 – 1 | Internacional | Hermínio Ometto |
| 10h           |           |       |               |                 |

### Grupo Amarelo
| Time        | Pts | J | V (3/2) | E (S/N) | D | GP | GS | SG |
| ----------- | --- | - | ------- | ------- | - | -- | -- | -- |
| Juventus-SP | 4   | 2 | 2 (0/2) | 0       | 0 | 4  | 1  | +3 |
| Flamengo    | 3   | 2 | 1 (1/0) | 0       | 1 | 8  | 3  | +5 |
| Corinthians | 0   | 2 | 0       | 0       | 2 | 1  | 9  | -8 |

| 21 de janeiro | Juventus-SP | 2 – 1 | Flamengo | Javari |
| 15h           |             |       |          |        |

| 23 de janeiro | Juventus-SP | 2 – 0 | Corinthians | Javari |
| 10h           |             |       |             |        |

| 25 de janeiro | Corinthians | 1 – 7 | Flamengo                                                | Estádio do Pacaembu, São Paulo |
| 22h           | Duda 54'    |       | Nélio 15' · Djalminha 29', 42', 62', 79', 82' · Piá 51' | Árbitro: João Paulo Araújo     |

- a. ^ O jogo foi interrompido devido a forte chuva e finalizado em 23 de Janeiro.

## Fase final

### Tabela
|  | Semifinais    | Semifinais  |   |                 | Final          | Final |  |
|  |               |             |   |                 |                |       |  |
|  |               |             |   |                 |                |       |  |
|  | Internacional | 0           |   |                 |                |       |  |
|  | Flamengo      | 3           |   |                 |                |       |  |
|  |               |             |   |                 |                |       |  |
|  |               |             |   |                 |                |       |  |
|  |               |             |   |                 | Flamengo       | 1     |  |
|  |               | Juventus-SP | 0 |                 |                |       |  |
|  |               |             |   |                 |                |       |  |
|  |               |             |   |                 |                |       |  |
|  |               |             |   |                 | Terceiro lugar |       |  |
|  |               |             |   |                 |                |       |  |
|  | Juventus-SP   | 2           |   | São Paulo (pen) | 1 (2)          |       |  |
|  | São Paulo     | 1           |   |                 | Internacional  | 1 (1) |  |

### Semi-final
| 29 de janeiro | Internacional | 0 – 3 | Flamengo | Canindé |
| 10h30         |               |       |          |         |

| 29 de janeiro | Juventus-SP | 2 – 1 | São Paulo | Canindé |
| 16h45         |             |       |           |         |

### Disputa do 3° lugar
| 31 de janeiro | São Paulo | 1 – 1 | Internacional | Canindé |
| 14h           |           |       |               |         |

|  |       | Penalidades |
|  | 2 – 1 |             |

### Final
| 31 de janeiro | Flamengo          | 1 – 0 | Juventus-SP | Estádio do Pacaembu, São Paulo |
| 16h30         | Júnior Baiano 28' |       |             |                                |

| Flamengo | Juventus-SP |

## Premiação
| Copa São Paulo de Futebol Júnior de 1990 |
| Rio de Janeiro                           |
| ---------------------------------------- |
| FLAMENGO Campeão (1º título)             |